# Lover to Lover
"Lover to Lover" é uma canção da banda inglesa Florence and the Machine lançada em 30 de novembro de 2012 como o quinto e último single do segundo álbum de estúdio da banda, Ceremonials (2011). A faixa foi escrita por Florence Welch e Francis White, e produzida por Paul Epworth. No dia 4 de dezembro de 2012, uma versão editada da canção, intitulada "Lover to Lover (Ceremonials Tour Version)", foi disponibilizada para download digital, contando com a produção adicional de Chris Hayden.